# جيوفري ويب
جيوفري ويب (17 أغسطس 1896 - 6 أبريل 1981) (بالإنجليزية: Geoffrey Webb)‏ هو رسام وضابط بحري ولاعب كريكت بريطاني (وحمل سابقاً جنسية المملكة المتحدة لبريطانيا العظمى وأيرلندا).